# Caecum subflavum
Caecum subflavum is een slakkensoort uit de familie van de Caecidae. De wetenschappelijke naam van de soort is voor het eerst geldig gepubliceerd in 1879 door de Folin.